# Björsjön (Skedevi socken, Östergötland)
Björsjön är en sjö i Finspångs kommun i Östergötland och ingår i Nyköpingsåns huvudavrinningsområde. Sjön har en area på 1,03 kvadratkilometer och ligger 47,5 meter över havet.

## Delavrinningsområde
Björsjön ingår i det delavrinningsområde (653666-149707) som SMHI kallar för Utloppet av Björsjön. Medelhöjden är 75 meter över havet och ytan är 7,99 kvadratkilometer. Det finns ett avrinningsområde uppströms, och räknas det in blir den ackumulerade arean 26,43 kvadratkilometer. Vattendraget som avvattnar avrinningsområdet har biflödesordning 3, vilket innebär att vattnet flödar genom totalt 3 vattendrag innan det når havet efter 103 kilometer. Avrinningsområdet består mestadels av skog (82 procent). Avrinningsområdet har 1,02 kvadratkilometer vattenytor vilket ger det en sjöprocent på 12,8 procent.